# Souvislý graf
Souvislý graf je takový (neorientovaný) graf, v němž platí, že pro každé dva vrcholy x, y existuje sled z x do y.
Pro orientované grafy se zavádí dva „druhy“ souvislosti:
- slabá souvislost — graf je slabě souvislý, pokud jeho symetrizace je souvislý graf;
- silná souvislost — graf je silně souvislý, pokud pro každé dva vrcholy x, y existuje cesta z x do y i z y do x.

## Řezy
Vrcholový řez (též separátor) grafu G = (V, E) je taková množina {\displaystyle {\mathit {U}}\subseteq {\mathit {V}}\;}, že graf {\displaystyle G=(V\setminus U\;,E)} není souvislý. Obdobně se definuje hranový řez. Vrcholová (resp. hranová) souvislost grafu je velikost minimálního vrcholového (resp. hranového) řezu. Graf je vrcholově (hranově) k-souvislý, pokud jeho příslušná souvislost je rovna nebo větší než k.

## Vlastnosti souvislých grafů
- Každý souvislý graf G obsahuje vrchol v s vlastností, že G – v (tzn. z grafu G odstraníme jeden konkrétní vrchol v) je souvislý graf
- V souvislém grafu je m ≥ n – 1 (kde m je počet hran a n je počet vrcholů)
- Jsou-li stupně všech vrcholů alespoň n/2 (kde n je počet vrcholů), pak je graf souvislý

## Příklady
- nesouvislý graf má vrcholovou i hranovou souvislost 0
- souvislý graf je (z definice) 1-souvislý
- úplný graf {\displaystyle K_{n}} je maximálně souvislý, jeho hranová souvislost je n - 1
- každý strom je minimálně souvislý, jeho hranová souvislost je 1